# Mouse on the keys
mouse on the keys（マウス・オン・ザ・キーズ）は、2006年結成の3人組インストゥルメンタル・バンドである。

## メンバー
- 川﨑 昭（リーダー、ドラムス、ピアノ）
- 新留 大介（ピアノ、キーボード）
- 白枝 匠充（ピアノ、キーボード）

### 元メンバー
- 清田 敦（ピアノ、キーボード）

## 略歴
2006年ポスト・ハードコア/ポストロック・バンドのnine days wonderの元メンバーであった川﨑昭（リーダー、ドラム、ピアノ）と清田敦（ピアノ、キーボード）により結成。
2007年新留大介（ピアノ、キーボード）が加入し現在のトリオ編成が形成される。同年toeが主宰するレーベル、Machupicchu Industriasより「sezession」をリリース。
2009年にMachupicchu Industriasより1st フルアルバム「an anxious object」リリース。
2010年3月、「sezession」「an anxious object」を欧州圏でも発表、欧州ツアーでのパフォーマンスを含めて国内外で反響を呼ぶ。スプリット・コンパクトカセット"Kowloon / Mouse On The Keys"をリリース。
「キユーピー ハーフ」のCM「カサブランカとタジン鍋」編に書き下ろし曲を提供。
2011年3月に行われた3rd ヨーロッパツアーの模様を収めた初のDVD作品「irreversible」を同年9月にリリース。同ツアーの際に見舞われた東日本大震災を受け、mouse on the keys×灰汁による完全一発録りのライヴ・セッション4曲を音源化し、インターネット配信限定リリース。被災者向けに一部手数料を除いた全額を義援金として寄付を行う。JTの缶コーヒー「Roots」アロマボトルシリーズの新CMへオリジナル曲を提供。
2012年Machupicchu Industriasより「Machinic Phylum」リリース。Jojo Mayer率いるNerve、Moritz von Oswald TrioのメンバーであるVladislav Delayとの共演を果たす。
2013年カナダツアー、2014年にはブラジル公演を開催。その後、活動圏をアジアへも広げ、台湾、香港、マニラ、クアラルンプール、シンガポールでのショーは各地で反響を呼んだ。同年、アナログ専門レーベルRetalk第1弾リリースとして「mouse on the keys REMIXES」発表。
2015年7月、2nd フルアルバム「the flowers of romance」をmule musiqよりリリース。
2016年9月、アメリカの音楽レーベルTopshelf Recordsより、LITEと共にお互いのカバー曲とオリジナル曲を収録したスプリット盤「LITE / mouse on the keys Split」リリース。「Live at the Red Bull Studios Tokyo」を会場限定リリース。
2016/2017年にかけての北米ツアーでは、ロサンゼルス、シアトル、フィラデルフィアなどの都市で完売・大盛況となった。
2017年自主レーベルfractrec/Topshelf Recordsの2つより「Out of Body」リリース。同年、書き下ろし楽曲「KUJAKU」が使用された笹田靖人プロデュースによる限定BE@RBRICKのMVが公開。同年9月、国立新美術館にて開催された『安藤忠雄展―挑戦―』のインスタレーションの音楽を担当。使用された楽曲は「The Beginnings / The Prophecy（TADAO ANDO: ENDEAVORS version）」として10月にデジタル・リリース。
2018年5月、3rd フルアルバム「tres」を自主レーベルfractrec/Topshelf Recordsの2つよりリリース。同年10月、アルバム内からのシングルカット「Stars Down」とそのリミックスを含めた7インチ・レコードを発売。11月北米14ヶ所でのライブツアーを行う。同年、JT 企業CM「ひとつずつですが、未来へ。」 宣言篇と製品開発篇の音楽担当、歌は「tres」でも共演をしたDominique Fils-Aiméをフィーチャリング。
2019年1月、シングル「Circle」、会場限定CD「Circle EP」リリース。同年8月、シングル「Mind」をリリース。10月には勝井祐二（ROVO）とmouse on the keysが劇伴を手がけたNHKスペシャルドラマ「詐欺の子」サウンドトラックをリリース。同年、台湾・中国の海外遠征なども行う。
2020年 4月、ゲームアプリ「SEVEN’s CODE」に提供された新曲「body (SEVEN's CODE Ver.)」公開。同年5月、4曲入りの新作「Arche」を音楽レーベルfelicityとのコラボにてリリース。アメリカではTopshelf Recordsよりリリース。同年7月、コンピレーション・アルバム「WARP TREE」に参加。同年10月、コンピレーション・アルバム「Electronic Music for Loudspeakers Selected by audiounion」に参加。
2021年5月、メンバー清田敦の脱退が発表。7月、新体制での楽曲が山本理顕設計工場「カジノ抜きのIR開発計画」のMVへ提供される。
2022年2月、高音質電子音楽コンピレーション「Electronic Music for Loudspeakers Vol.2」に楽曲が収録される。3月、新体制による単独公演 "The Dawn"が同年12月3日、ひらしん平塚文化芸術ホールにて開催の旨を発表。9月、活動再開企画のオンライン番組『mouse on the TV - わからないものを求めて』がバンドの公式YouTubeチャンネルにて放送開始。第一回〜三回まで思想史研究者の工藤顕太との対談が放送。10月、新メンバー白枝匠充（ピアノ、キーボード）の加入が正式に発表。12月、前述通り約3年ぶりとなる単独公演 "The Dawn"を開催。本公演に合わせて会場限定シングルCD「The Dawn」を発表。
2023年2月、長野県松本市で開催されたマツモト建築芸術祭にて、「mouse on the keys: Pointillism」を発表。松本市滞在中の数日間、楽曲の公開制作を中町蔵シック館にて行った後、信毎メディアガーデンにて完成された楽曲を披露した。
同月、4月より6月まで放送されたTBSテレビ系「日曜劇場」枠テレビドラマ『ラストマン-全盲の捜査官-』の劇伴を木村秀彬と共に担当することが発表される。
2023年9月20日、2月に長野県・松本市にて開催された『マツモト建築芸術祭』で行われた公開制作『mouse on the keys :Pointillism』を、9曲入り音源としてデジタルとカセットテープ (150限定)をリリース。カセット版では会場限定販売CD『The Dawn EP』よりボーナストラック2曲を加えている。
2024年3月、「マツモト建築芸術祭 2024 ANNEX」にて取り壊し前の旧松本市立博物館内で、建築物、アート作品と音楽が一体となったインスタレーション・パフォーマンス『Pointillism Ⅱ』を４人のゲストミュージシャンと共に行う。
2024年同月、NHK「新プロジェクトＸ 挑戦者たち 」のサウンドトラックの制作に参加。
2024年11月1日、4thフルアルバム『midnight』を配信リリース。本作ではLoraine Jamesとの共作が収録される。
2024年11月20日にはEX THEATRE ROPPONGIにてアルバムショーケース〈4th Full Album midnight Showcase -FRACTREGION Vol.3-〉を開催。本公演のために来日したLoraine Jamesとの共演も行われた。

## ディスコグラフィー

### アルバム
- An Anxious Object (2009, Machu Picchu Industries)
- The Flowers of Romance (2015, Mule Musiq)
- Tres (2018, Topshelf)
- Pointillism (2023, fractrec)
- midnight (2024, fractrec, felicity)

### ミニアルバム・EP
- Sezession (2007, Machu Picchu Industries)
- Machinic Phylum (2012, Machu Picchu Industries)
- Out of Body (2017, Topshelf)
- Circle (2019, fractrec)
- Arche (2020, Topshelf Records / felicity / fractrec)

### シングル
- The Beginnings / The Prophecy - Digital (2017, fractrec)
- Stars Down - Digital / 7inch (2018, fractrec)
- Circle- Digital (2019, fractrec)
- Mind - Digital (2019, fractrec)
- The Dawn Limited CD (2022, fractrec)

### スプリット
- Kowloon / Mouse On The Keys (2010)
- LITE / mouse on the keys Split (2016, Topshelf Records)

### ライブ・アルバム
- mouse on the keys and aku Live Session 2011/3/28 (2011)
- Live at the Red Bull Studios Tokyo (2016, self-released)

### DVD
- Irreversible (2011, Machu Picchu Industries)

## ミュージック・ビデオ
- Saigo no Bansan (最後の晩餐)
- Spectres de mouse
- Leviathan
- Dark Lights (tres version)
- Praxis

## ライブ・ビデオ
- The arctic fox
- Saigo no Bansan (最後の晩餐) live at 21st Century Museum of Contemporary
- Toccatina from “Irreversible”
- "Dark Lights" Live in Tokyo (2017-11-30)
- “Circle” live at duo MUSIC EXCHANGE, Tokyo ( March 13,2019 )
- Reflexion / mouse on the keys live at Shimokitazawa ERA, Tokyo